# يوسف غنيمة
يوسف رزق الله غنيمة (1885 - 1950) وهو من علماء اللاهوت المسيحيين في بغداد، وكان له دور كبير في البحث والتحقيق العلمي، وكان يعتبر مرجعا علميا من مراجع اللغة العربية في محافل بغداد الثقافية، وتقلد يوسف غنيمة مناصب وزارية كثيرة في الدولة العراقية بالعهد الملكي، ونال ثقة المسؤولين العراقيين لما يحمله من طيب معشر وحسن خلق وتوفي في لندن، عام 1370هـ/ 1950م، وحملت جنازته إلى بغداد.

## مؤلفاته
- تجارة العراق قديما وحديثا، طبع سنة 1922م.
- نزهة المشتاق في تأريخ يهود العراق، طبع سنة 1924م.
- تأريخ مدن العراق، طبع سنة 1923م.
- كما أنه قد أسس جريدة صدى بابل عام 1909م.
- الحيرة، المدينة والمملكة العربية، طبع سنة 1936م.

## وصلات خارجية
- تجارة العراق قديما وحديثا على موقع أرشيف من مجموعة مكتبات جامعة كاليفورنيا